# Age of Aquarius (álbum de Revolution Renaissance)
Age of Aquarius  es el segundo álbum de estudio de la banda finlandesa de power metal, Revolution Renaissance. Salió a la venta el 25 de marzo de 2009. En este álbum aparecen por primera vez Bruno Agra, Justin Biggs, Mike Khalilov, Gus Monsanto y el famoso guitarrista Timo Tolkki.

## Lista de canciones
1. "The Age of Aquarius"
2. "Sins Of My Beloved"
3. "Ixion's Wheel"
4. "Behind The Mask"
5. "Ghost Of Fallen Grace"
6. "The Heart Of All"
7. "So She Wears Black"
8. "Kyrie Eleison"
9. "Into The Future"
10. "So She Wears Black" (Guitar Mix) – 7:20 [Japanese Bonus Track]

## Miembros
- Timo Tolkki - Guitarra
- Mike Khalilov - Teclados
- Gus Monsanto - Vocalista
- Bruno Agra - Batería
- Justin Biggs - Bajo
- Magdalena Lee - Cantos clásicos

- Datos: Q1935667